# 吉川恵治
吉川恵治（よしかわ けいじ、1950年（昭和25年）7月6日 - ）は、日本の実業家。日本板硝子の元代表取締役社長。静岡県生まれ。

## 来歴・人物
1973年（昭和48年）に静岡大学工学部機械工学科卒業後、日本板硝子に入社。情報電子カンパニー情報通信デバイス事業部長、執行役員、取締役を歴任。
2012年（平成24年）2月に副社長兼CPMO（最高プロジェクトマネジメント責任者）、4月に代表取締役社長兼CEOに昇格し、藤本勝司会長ら旧体制により陥った大幅な経営悪化からの再建にあたり、15年3月期に4期ぶりの黒字化を実現して、4月に相談役に退いた。
2018年関西ペイント取締役。